# Magdolna Purgly
Magdolna Vilma Benedikta Purgly de Jószáshely (Curtici, Reino da Hungria, 10 de junho de 1881 – Estoril, Portugal, 8 de janeiro de 1959) foi a esposa do almirante Miklós Horthy.

## Primeiros anos
Magdolna nasceu como a filha mais nova do nobre húngaro Janos Purgly de Jószáshelyi (1839-1911) e sua esposa Ilona Vásárhelyi de Kézdivásárhely (1841-1896). Estava confinada por seus pais a conversar com pretendentes até que fosse adulta. Ela conheceu um outro nobre  Miklós Horthy, que era 13 anos mais velho, ao acompanhar seu cunhado que era amigo de sua família. A formação militar de Horthy e muitas experiências dele atraíram Magdolna. A atração era mútua.
Eles se casaram em 22 de julho de 1901 em Arad, a propriedade de sua família em Hejobába, não muito distante. Horthy e Magdolna passaram a lua de mel em Semmering, na Áustria . Após isso, a Magdolna viveu a vida da esposa de um oficial, acompanhando o marido a seus postos oficiais. Entre 1901 e 1908, Horthy esteve estacionado em Pola, onde construíram uma nova casa e onde nasceram os seus filhos: Magdolna (1902), Paula (1903), István (1904) e Miklós (1907). Em 1903, Horthy recebeu o comando do couraçado SMS Habsburg, então a capitânia da Esquadra Mediterrâneo do Império. Ele conseguiu levar sua esposa e filha no cruzeiro de cortesia do navio de guerra para Esmirna, na Turquia. Posteriormente, esteve no comando do SMS Lacroma, o iate naval do Comandante da Frota Almirante Conde Rudolf Montecuccoli e depois se tornou Capitão do SMS Taurus, o iate da Embaixada em Constantinopla, chegando lá para assumir seu posto no dia 8 Junho de 1908. Ele foi posteriormente apresentado pelo embaixador austro-húngaro ao imperador otomano, o sultão Abdul Hamid II (1842-1918). A família residiu lá, por um ano, em uma vila em Yenikeul, nas margens do Bósforo . Em 1909, Horthy foi nomeado Secretário pessoal naval do Imperador Francisco José I na Corte em Viena, por cinco anos, onde Horthy e sua esposa e filhos tinham um apartamento oficial no Hofburg.

## Primeira Guerra Mundial
Magdolna Horthy e seus filhos passaram os anos da Grande Guerra em Pola e, como resultado, raramente se encontravam com o marido. No final de 1918, ficou claro que a Monarquia Austro-Húngara poderia perder a guerra. Magdolna obteve informações sobre a nomeação de Horthy como contra-almirante apenas de conhecidos em comum. No final de outubro de 1918, Horthy, Magdolna e os quatro filhos foram forçados a deixar Pola, já que ela havia sido cedida pelos vitoriosos Aliados ao Reino dos Sérvios, Croatas e Eslovenos; bandidos perambulavam pelas ruas quando foi anunciado que todas as propriedades austríacas e húngaras seriam confiscadas e agora pertenciam ao novo Estado. Horthy registra "fechamos a casa em que passamos tantos anos felizes, a casa que viu o nascimento de meus filhos e partimos para nunca mais voltar. Todos os utensílios domésticos, prata, tapetes, quadros, foram deixados para trás."  Com as terras da família de Magdolna em Arad naquela parte da Hungria foram perdidas para a Romênia, Horthy, Magdolna e seus filhos viajaram para Viena e, posteriormente, em novembro para a propriedade de Horthy em Kenderes, na Hungria.

## 1919-1920
Horthy se preparou para uma vida mais tranquila na propriedade de sua família, com a aprovação de sua esposa
O conde Gyula Károlyi pediu a Horthy que fosse a Szeged para participar da contrarrevolução e eliminação do regime comunista da Hungria . Em 1 de março de 1920, Horthy foi mais tarde eleito Regente da Hungria pelo Parlamento Nacional em Budapeste e Magdolna passou a ser denominada por "Sua Alteza Sereníssima" ( húngaro : Főméltóságú Asszony).

## Sob a regência de Horthy

### Os primeiros anos da Regência
Nos próximos anos, o principal objetivo de sua vida era fornecer um lar seguro e calmo para Miklós Horthy. Madame Horthy aparecia em público muito raramente. Em essência, a família teve uma vida modesta ao levar em conta a posição de Horthy; o ponto mais alto era a festa anual no jardim. Sua residência era no Castelo de Buda quando estavam em Budapeste e ocupavam nove quartos (de 814 no total). O retiro da família Horthy foi no castelo de Kenderes .

### Depois de 1935
Depois de 1935, a Sra. Horthy aparecia em público com mais frequência. Seu objetivo era garantir que Horthy permanecesse regente. O maior perigo para sua posição veio de grupos de extrema-direita como o Partido Arrow Cross liderado por Ferenc Szálasi . Ela trabalhou para apoiar a nação e sua independência com seu prestígio pessoal. Nesse período, tais ações carregavam implicações antifascistas. Ela não participou diretamente da política, mas se expressou de uma forma condizente com sua posição. Ela rejeitou firmemente todas as tentações de fundar uma " Dinastia Horthy". Em 1938, ela fundou uma instituição de caridade com o objetivo de tentar ajudar os pobres da parte recentemente recuperada de Felvidék .
A partir de 1940, ela viveu em perpétua ansiedade e não conseguiu se livrar do pensamento de que a Regência estava ameaçada pelos acontecimentos, e temia pensar em como isso poderia terminar. Em companhia privada, ela costumava dizer: “chegamos ao poder de maneira decente, pela porta, mas temo que só saiamos daqui pela janela”. Sua preocupação não se materializou palavra por palavra, mas é verdade que a família Horthy deixou o Castelo de Buda em 17 de outubro de 1944 após a deposição de seu marido pelo Partido Arrow Cross com a assistência nazista.

## Vida pós-guerra
Após o fim da Segunda Guerra Mundial, a família morou em Weilheim, na Baviera, por quatro anos. Este período foi desfavorável à saúde de Magdolna. Devido à habilidade diplomática do filho, a família conseguiu mudar-se para o Estoril, Portugal, onde faleceu em 1959, dois anos após a morte do marido.